# Time3
Time3 («Час у кубі») — збірник найкращих пісень американської рок-групи Journey, які успішно заявили про себе у 70-80 роки XX сторіччя. Ця збірка складається з трьох дисків, і присвячена історії формування групи Journey, так і пісень на кожному етапі музичної кар'єри. У кожному диску представлено по 18 пісень з різних альбомів, починаючи з найпершого «Journey» 1975 року та закінчуючи «Raised on Radio» 1986 року, а також unreleased версії.

## Time1

### Of A Lifetime
```
(Грегг Роллі, Джордж Тікнер, Ніл Шон).  Альбом "Journey" 1975. 
```

Пісня Journey, входить до групи ранніх композицій. Коли прийшов час для запису інтенсивних гітарних соло, Ніл Шон з'явився в студію і буквально створив композицію за один дубль. Продюсер Рой Хейлі припустив, що якщо він подвоїв соло, затримка може погіршити звучання. Шон повернувся в студію і зіграв соло в двох примірниках, з іншим помахом. «Його щелепа була на підлозі», сміявся Шон, згадуючи реакції Хейлі.

### Kohouteka
```
(Ніл Шон, Грегг Роллі). Альбом "Journey" 1975
```

Ця інструментальна композиція також бере початок від найперших прослуховувань групи, шоу-проект Нілу Шона, названий після того, як комета досягла земної атмосфери. «Злиття рок-н-рола»,-сказав Роллі.

### I'm Gonna Leave You
```
(Грегг Роллі, Джордж Тікнер, Ніл Шон). Альбом "Look into the future" 1976.
```

Гітарист Тікнер покинув групу до того часу, як Journey записали цей незвичайний мікс, відображений в унікальній структурі пісні, використавши додаткові 5/4 часу, встановленого для визначеної музикальності. Після своїх виступів з цією піснею щоночі, Kansas повернувся додому і запозичив основний мотив пісні для створення «Carry On Wayward Son», який пізніше став хітом.

### Cookie Duster
```
(Росс Велорі), unreleased.
```

Записана для третього альбому Journey, «Next», інтенсивна інструментальна пісня була поставлена на запис до альбому, однак, очевидно, Columbia Records відчули наростання галасливої гри, написаної басистом Велорі, і пісня повинна була бути заміщена чимось більш комерційним.

### Nickel & Dime
```
(Грегг Роллі, Джордж Тікнер, Ніл Шон, Росс Велорі). Альбом "Next" 1977.
```

По-перше, цей комплексний номер складається з трьох частин, включаючи фінальну секцію. Коли остаточний варіант був зроблений, решта дві тимчасові частини залишалися в п'яти і десяти. Знову ж, ця композиція привернула увагу колег-музикантів Journey, зокрема, членів групи Rush, які побудували свою пісню, Том Соєр, за підозріло схожими лініями і мотивами.

### For You
```
(Роберт Фляйшман, Ніл Шон, Грегг Роллі), unreleased.
```

Цей рідкісний запис був списаний з демоверсії пісні, підготовленої для альбому «Infinity» протягом короткого перебування Роберта Фляйшмана як вокаліста. Навіть без Стіва Перрі (головний вокаліст групи), група вже переступила поріг до популярності. Перрі довів, що він був «ґнотом» для розпалювання яскравого полум'я групи. Протягом нетривалого часу Фляйшман гастролював у групі з цією піснею, але Стів Перрі вибрав цю пісню на секретному прослуховуванні у відсутність Фляйшмана, чим і передрік його швидке покидання групи. Тим не менш, композиція ніколи не була записана Journey зі Стівом Перрі.

### Feeling That Way
```
(Стів Перрі, Грегг Роллі, Данбар). Альбом "Infinity" 1978.
```

Journey завжди переробляли ідеї в музичних записах до того моменту, поки не були задоволені результатами, щоб записати їх на платівку. Пісня бере початок з unreleased композиції «Velvet Curtain», з якої була створена пісня «Let Me Stay», і коли Стів Перрі прийшов у групу, він переписав трек ще раз, включаючи свіжі нотки версії, котра зрештою перетворилася на музичний запис, і увійшла до репертуару групи.

### Anytime
```
(Грегг Роллі, Сілвер, Роберт Фляйшман, Ніл Шон, Росс Велорі). Альбом "Infinity" 1978
```

Ніл Шон написав ліричну основу, а Грегг Роллі зробив вокальну підтримку. Ідея тієї пісні була взята з пісень Beatles, які Ніл Шон слухав, коли був дитиною. Композиція зайняла 83 місце в чартах.

### Patiently
```
(Стів Перрі, Ніл Шон). Альбом "Infinity" 1978
```

Це перша пісня, написана Стівом Перрі у складі групи; створена менше, ніж за годину в кімнаті готелю в Денвері, в якій Ніл Шон грає на акустичній гітарі. «Це було дійсно про визначення мене як учасника групи»,-сказав Стів Перрі.

### Majestic
```
(Ніл Шон, Стів Перрі). Альбом "Evolution"1979
```

Ніколи не виконаний музикантами наживо, цей інструментальний трек, визначає Нілу Шона як виняткового гітариста. «Я грав на класичних акордах. Це була велика тематична пісня, яка повинна була стати вокальною»,-сказав Ніл Шон.

### Too Late
```
(Ніл Шон, Стів Перрі). Альбом "Evolution"1979
```

Стів Перрі написав цю пісню про одного друга з його рідного міста, наркозалежного, він хотів попередити покинути місто, поки він не перестав себе контролювати. Його друг зрештою почув композицію, і Перрі сказав йому, про що вона.

### Sweet And Simple
```
(Стів Перрі). Альбом "Evolution" 1979
```

Стів Перрі написав цю пісню за 5 років до приєднання до групи, споглядаючи красу озера Тахо.

### Just The Same Way
```
(Грегг Роллі, Ніл Шон, Росс Велорі). Альбом "Evolution" 1979
```

«Це було всього лише начерк з фортепіано, який розвинувся у пісню», — сказав Роллі. Композиція зайняла 58 місце в музичних чартах.

### Little Girl
```
(Ніл Шон, Стів Перри, Грегг Роллі). Альбом "Dream After Dream" 1980
```

Вокальний номер в японській сесії, яка продюсувала в 1980 саундтрек альбому «Dream After Dream». В оригіналі доступно в Америці тільки як японський імпорт, альбом був пізніше випущений в США.

### Any Way You Want It
```
(Стів Перрі, Ніл Шон). Альбом "Departure" 1980
```

Стів Перрі і Ніл Шон створили цю пісню в автобусі групи, Шон грав акустику, а Перрі співав. «Це було цілком очевидно, що пісня може бути створена дуже швидко», — сказав Роллі. Ко-продюсер Джеф Воркмен відкоригував звук; комбінація створила унікальний звук, який, у поєднанні з бек-вокалом, дала пісні божественне звучання. Улюблена на концертах, пісня була зіграна позаду Родні Денджерфілд на полі для гри у гольф у «Caddyshack».

### Someday Soon
```
(Стів Перрі, Грегг Роллі, Ніл Шон). Альбом "Departure" 1980
```

|  | "Ми отримали лист з одного коледжу, в якому було сказано, що вони використовували цю пісню в музикальному класі як приклад хорошої структури. Я був вражений", - сказав Роллі. |

### Good Morning Girl
```
(Стів Перрі, Ніл Шон). Альбом "Departure" 1980
```

З певною організованою допомогою батька Ніла, Шон і Перрі побудували цю композицію, граючи джаз і класичні акорди.

## Time2

### Where Were You
```
(Стів Перрі, Ніл Шон). Альбом "Departure" 1980
```

Стів Перрі запам'ятав пісню, яка розвинулася з імпровізації на Оуклендской репетиції разом зі Стівом Смітом. Група нещодавно повернулася з гастролей з AC / DC, де вони грали композицію як відкриття концерту. 
|  | "Ти не можеш не піддатися впливу такої групи", — сказав Шон. |

 Пісня послужила для відкриття концертів Journey протягом тривалого часу.

### Line Of Fire
```
(Стів Перрі, Ніл Шон). Альбом "Departure"1980
```

Натхненний звуковим ефектом хіта, який відкривав концерт the Junior Walker, Стів Перрі хотів включити постріл з дробовика як закінчення пісні.

### Homemade Love
```
(Стів Перрі, Ніл Шон, Стів Сміт). Альбом "Departure" 1980
```

Як повернення до ранніх Journey, ця визначальна композиція відіграла незвичну роль в різноманітності ритму музики Journey. Шон показав музику на ряду з класичним хард-роком і щільним звуком, видаючи назовні щось із загального гладкого тону альбому «Departure». «Це було більш як музичний тон», — сказав Роллі. «Весело грати, тому що музикально це було дуже інтригуюче».

### Natural Thing
```
(Стів Перрі, Росс Велорі). З B-side пісні "Don`t stop Believin`"
```

Перрі написав цю оду дівчині в блакитних джинсах для альбому «Departure». Шон характеризує цю пісню як приклад «холодних rnb коренів Перрі».

### Lights
```
(Стів Перрі, Ніл Шон). Альбом "Captured" 1981
```

Перрі «приніс» цю пісню в групу разом з ним. В оригіналі він написав акорди, поки жив у Лос-Анджелесі і намагаючись бути включеним до головного лейблу звукозапису. Це закінчилося тим, що Шон опинився біля будинку Роллі з акустичною гітарою, і оригінальним синглом з «Infinity» альбому. Пісня піднялася на 68 місце чартів.

### Walks Like a Lady
```
(Стів Перрі). Альбом "Captured" 1981
```

В оригіналі записана для альбому «Departure». Шон підтримав ідею Перрі, і наповнив пісню бас-гітарою з невеликим підсилювачем звуку, і вийшов блюз. Сміт додав невеликі елементи на барабанах. Роллі почув барабанщика, і використовував деякі з його ідей при укладанні цієї пісні.

### Lovin`, Touchin`, Squeezin`
```
(Стів Перрі). Альбом "Captured" 1981
```

Студійна версія, записана для альбому «Evolution», прорвала цей сингл в ТОП-20 вперше для Journey, хоча група зарекомендувала себе як хедлайнер на концертах ще задовго до цього. «Правдива історія», — сказав Перрі. Він дивився у вікно в той час, як його дівчина виходила з Корветту, і поцілувала водія довго, любляче. Він називає цю пісню «правосуддя кохання».

### Dixie Highway
```
(Стів Перрі, Ніл Шон). Альбом "Captured" 1981
```

Написана на шляху групи в автобусі в Детройт через відомий Dixie highway. Перрі сподобалося звучання слів, після чого Роллі використовував клавішний інструмент з низхідним твістом, і вийшов чудовий дорожній трек.

### Wheel In The Sky
```
(Ніл Шон, Роберт Фляйшман, Діана Велорі). Альбом "Captured" 1981
```

Трек з альбому «infinity» поставив Journey на радіо вперше і обґрунтував авантюру групи поставити трек як хедлайнер для туру альбому «Infinity». В оригіналі поема Діани Велорі, дружини басиста Росса Велорі, до якої Роберт Фляйшман, перший вокаліст групи, написав ліричну основу. Її оригінальна назва була «Wheels in My Mind». Шон написав мелодію на акустичній гітарі на задньому сидінні потягу, коли група переїжджала в інше місце для нового шоу. Перрі виконав пісню, коли він приєднався до групи.

### The Party's Over
```
(Hopelessly In Love) (Стів Перрі). Альбом "Captured" 1981
```

Єдиний студійний запис включав подвійний запис живого альбому, ця пісня була написана за лаштунками Детройтського Кобо-холу Стівом Перрі на електричному басі. Клавішник Тім Горман замінив Роллі, який покинув групу в кінці туру. Версія пісні зайнята 34 місце в чартах.

### Don't Stop Believin`
```
(Стів Перрі, Ніл Шон, Джон Кейн). Альбом "Escape" 1981
```

На складі групи в Окленді, ця пісня була пропущена на репетиції. Шон розробив басовий риф, гітарну лінію і широкі акорди в приспіві. Стів Сміт закріпив номер багатою барабанною основою. Перрі і Кейн витягли зі свого досвіду роботи з Сансет Стріп вуличну сцену для лірики, «Світлофор людей». Пісня піднялася на 9е місце в музичних чартах.

### Stone In Love
```
(Ніл Шон, Стів Перрі, Джонатан Кейн). Альбом "Escape" 1981
```

Під час вечірки у своєму Сан Рафаель будинку, Ніл Шон почав грати на своїй гітарі. Коли він послухав ще раз записане на наступний день, він знайшов початок пісні, яку він назвав «Stone In Love» (Камінь в любові). Перрі і Кейн відредагували, і вийшов скарб, як вони самі казали.. «Джонатан Кейн-прекрасний лірик»,-сказав Перрі.

### Keep On Runnin`
```
(Стів Перрі, Ніл Шон, Джонатан Кейн). Альбом "Escape" 1981
```

|  | "Ніл хотів запалити",-сказав Перрі. "І ми це зробили". |

### Who's Cryin` Now
```
(Стів Перрі, Джонатан Кейн). Альбом "Escape" 1981
```

Альбом «Escape» піднявся до 4й сходинки в чартах. Перрі написав акорди до пісні, коли вів машину з Бейкерсфілд в Сан-Франциско, при цьому співав в касетний реєстратор. Він прийшов до Кейна додому, під проливним дощем, з цілою піснею в його голові. Він наспівав мелодію Кейну і розповів про частину пісні, де буде гра на піаніно. Вони разом закінчили працювати над піснею в обід наступного дня.

### Open Arms
```
(Ніл Шон, Джонатан Кейн). Альбом "Escape" 1981
```

Джонатан Кейн приєднався до групи вже свідомо маючи записану мелодію до цієї пісні. Це могла бути пісня для Babys, його попередньої групи, але вокаліст групи Babys Джон Вейт, відкинув мелодію, назвавши її «мелодія — як сироп». Кейн боязко показав мелодію Перрі, і Перрі негайно захотів реалізувати пісню. Інша частина команди не була настільки впевнена. «Вони були протилежні баладам», — сказав Перрі. «Ніл ненавидів ідею, а Джонатан Кейн думав, що, можливо, Джон Вейт і мав рацію». Цей третій сингл не тільки став найвищим синглом в чартах, досягнувши 2го місця, а й просунув альбом у продажах до космічних орбіт, а також проклав шлях до нового розуміння концепту ліричних балад.

### Mother, Father
```
(Стів Перрі, Джонатан Кейн, Ніл Шон, Шон старший). Альбом "Escape" 1981
```

Композиція з двох частин, одна — Ніа Шона, друга — Стіва Перрі. Ця драматична пісня, с перших антрактом між частинами, який був написаний батьком Ніша Шона, пізніше була виконана Джонатаном Кейном та Стівом Перрі.

## Time3

### La Raza Del Sol
```
 (Стів Перрі, Джонатан Кейн). B-side від пісні "Still They Ride", unreleased.
```

Кейн взяв назву з книги про працівників ферми, яку він читав, і запропонував його власну думку про внесок іспано-мексиканців в спорудження Каліфорнії, про що Перрі знав особисто, коли ріс у Центральній Долині. Шон не знаходив проблеми зробити з цієї ідеї відповідну пісню, просто поринувши в процес у його дворі з групою Сантана. Проте пісня залишилася непоміченою і не була випущена в альбомі.

### Only Solutions
```
(Стів Перрі, Джонатан Кейн, Ніл Шон). Саундтрек для фільму "Tron".
```

Шон і Кейн почали працювати над композицією в 1982 році для Walt Disney фільму " Tron " в Лос — Анджелесі в Goodnight LA Studios, і пізніше перемістилися в Fantasy Studios в Берклі. Перрі переписав вірші, а Кейн виступив у ролі супервайзера продукції. «Якщо це звучить як щось, що ми зробили на маленькому шматочку студії, так це тому, що це так і було», — сказав шон. Пісня закінчилася тим, що її було чути під звуком відео-ігри у фінальному міксі фільму. Трек отримав деяку популярність на радіохвилях Флориди та інших прилеглих територіях, але, в цілому, залишився непоміченим.

### Liberty
```
(Стів Перрі, Джонатан Кейн, Ніл Шон). unreleased.
```

У Джонатана Кейна увійшло в звичку переслуховувати касети із записами по дорозі додому, «щоб переконатися, що ми нічого не пропустили». Однією з таких пісень стала Liberty. Перрі і Кейн визначили патріотичну тематику лірики, і Перрі обрізав живий вокал у студії, хоча результати ніколи не дійшли до того, щоб включити пісню в альбом.

### Separate Ways(World Apart)
```
(Стів Перрі, Ніл Шон). Альбом "Frontiers" 1983
```

Життя в дорозі взяло своє з кожного учасника групи. Ніл Шон і Росс Велорі пройшли через болісні й дорогі розлучення, Стів Перрі та Джонатан Кейн подумали, що тут має бути щось, з чого можна винести користь, з цих обставин. { { цитата|« Тут повинен бути більш душевний вихід на те, як дивитися на проблему», — сказав Перрі Кейну. } } Пара працювала над мелодією в номері готелю, використовуючи маленький клавішний інструмент Кейна, після чого вся група працювала над свіжою піснею весь наступний день, включаючи частково закінчену пісню в свою нічну програму виступу. Пісня довго залишалася в резерві групи, аж до початку сесій наступного альбому. Як тільки пісня з'явилася в лютому 1983 року, вона посіла 8 місце в чартах.

### Send Her My Love
```
(Стів Перрі, Джонатан Кейн). Альбом "Frontiers" 1983
```

Протягом тримісячного відпочинку групи після турне альбому «Escape», Кейн слухав багато записів Бітлз. Він грав акорди для цієї пісні на піаніно в його кімнаті одним полуднем для Перрі. 
|  | "Він міг магічно виткати мелодію з усього, що я грав",-сказав Кейн. |

 У підсумку реалізована як 4 композиція для альбому, і улюблена пісня Перрі, зайняла 23е місце в чартах.

### Faithfully
```
(Джонатан Кейн). Альбом "Frontiers" 1983
```

Кейн написав цю баладу в дорозі. 
|  | "Він сказав мені, що мелодія прийшла до нього уві сні", - сказав Ніл Шон. "Я бажаю, щоб щось таке сталося і зі мною" |

«Власне, це дорожня пісня, а я ж талановитий у творенні таких пісень», — сказав Кейн. Марка балад і другий сингл альбому «Frontiers» підійнявся на 12е місце в чартах.

### After The Fall
```
(Стів Перрі, Джонатан Кейн). Альбом "Frontiers" 1983
```

Стів Перрі написав цю любовну пісню, перебираючи акорди на басі, інструмент, який він практично постійно використовував у творі композицій. Група навряд чи колись грала цей трек вживу, але композиція увійшла в сцену вечірки до фільму «Risky Business»(ризиковий бізнес).

### The Eyes Of A Woman
```
(Стів Перрі, Джонатан Кейн, Ніл Шон). Альбом "Raised On Radio" 1986
```

Пісня, яка з'явилась з випадкової гри мелодій у студії, закінчила свій шлях у вигляді інструментального треку, який був записаний протягом пів години. Це був мікс гітари Шона, одночасно з підсилювачем і клавішним синтезатором, мелодія що не навряд чи відповідала стилю Шона, проте стала однією з улюблених Стіва Перрі в цьому альбомі.

### Why Can't This Night Go On Forever
```
(Стів Перрі, Джонатан Кейн). Альбом "Raised On Radio" 1986
```

Кейн мав намір представити цю композицію фанатам на концерті. «Це в моєму дусі, в дусі сентиментальності», — сказав Кейн. Вийшовши у квітні 1987 року, трек зміг досягти тільки 60 позиції в чартах, через рік по тому публікації альбому.

### Once You Love Somebody
```
(Стів Перрі, Джонатан Кейн, Ніл Шон). Альбом "Raised On Radio" 1986
```

Коли Перрі розійшовся з його тривалою любов'ю, а Кейн проходив через розлучення, предмет втрати, здавалося, повинен був з'явитися в їхніх піснях. «Це був метод самотерапії», — зазначив Кейн.

### Happy To Give
```
(Стів Перрі, Джонатан Кейн). Альбом "Raised On Radio" 1986
```

Перрі редагував цю композицію тричі. «Він був одержимий цією піснею», — згадує Кейн. Кейн також вважає, що Перрі дав цій пісні фінальне вокальне подання. «Звичайно, це було наше життя, про яке ми писали», — сказав Кейн. Ніколи не виконана наживо, композиція через кілька років стала саундтреком до фільму «North Shore».

### Be Good To Yourself
```
(Стів Перрі, Джонатан Кейн, Ніл Шон). Альбом "Raised On Radio" 1986
```

З його власної домашньої ситуації в безладді, і його матері, яка повільно вмирала, Перрі вимагав життєво — стверджувальних повідомлень. Але пісня не йшла легко. Кейн крутився навколо лірики 5 місяців, і нарешті настав день, коли Кейн приймав душ, і мелодія сформувалася в його голові. Він увірвався в студію, з іще мокрим волоссям, і Перрі закінчив фінальну вокальну частину менш, ніж за годину. Композиція вийшла в ефір за місяць до випуску альбому, і звучала найбільш традиційно в стилі Journey, ніж будь-яка інша пісня з альбому " Raised On Radio ", і досягла 9го місця в чартах.

### Only The Young
```
(Стів Перрі, Фриго, Ніл Шон). Саундтрек к фильму "Vision Quest"
```

В оригіналі записана для альбому «Frontiers», і викинута з альбому в останню хвилину, пісня в підсумку досягла ТОП-10 в 1985 році, зайнявши 9е місце. У цієї пісні є ще сумна історія. Journey виконали її за останнього прохання 16-річного хлопчика Kenny Sykaluk, в ніч перед тим, як він помер. Це дуже вразило Перрі, і він використовував її як пісню, що відкриває концерти весь час протягом гастролей альбому «Raised On Radio».

### Ask The Lonely
```
(Стів Перрі, Джон Кейн). Саундтрек к фильму "Two Of A Kind"
```

Як тільки пісня була опублікована як саундтрек, вона отримала велику кількість радіопрослуховувань. 
|  | "Це всього лише пісня про любов. Хлопець може написати таку пісню, поки спить" |

### With A Tear
```
(Стів Перрі, Джонатан Кейн, Ніл Шон). Unreleased.
```

Ця пісня Journey ніколи не була закінчена. У серпні 1992 року Кейн і Шон повернулися в студію і відредагували трек в повністю інструментальну композицію.

### Into Your Arms
```
(Стів Перрі, Джонатан Кейн, Ніл Шон). Unreleased.
```

Ця композиція ще одна з тих, які були залишені не завершення, аж до серпня 1992 року, коли Ніл Шон і Джон Кейн продивились платівку ще раз у студії, і закінчили цю версію як інструментальну.

### Girl Can't Help It
```
(Стів Перрі, Джонатан Кейн, Ніл Шон). Unreleased Video Mix.
```

23 серпня 1986 група Journey спільно з ударником Майком Бардом зійшли на сцену після 3-тижневого прослуховування, і нарешті розкрили дев'яте і фінальне видання на сцені в Calaveras County Fairgrounds, де група відкривала турне альбому «Escape», і представляла нового учасника групи Джонатана Кейна. Камери зняли документальне відео за першої ж можливості, доповнивши цим виступ групи лише через 3 роки.

### I'll Be Alright Without You(Live)
```
(Стів Перрі, Джонатан Кейн, Ніл Шон). Unreleased Video Mix.
```

Ще одне відео з концерту альбому «Raised On Radio» в Атланті, Джорджія, ця пісня стала 4-м синглом альбому. Кейн зазначив, що пісня народилася за допомогою його і Перрі особистим душевних травм. «Це як друга половина пісні» Once You Love Somebody ", — він сказав.